# Astropecten antillensis
Astropecten antillensis is een kamster uit de familie Astropectinidae.
De wetenschappelijke naam van de soort werd in 1859 gepubliceerd door Christian Frederik Lütken.